# Avani Modi

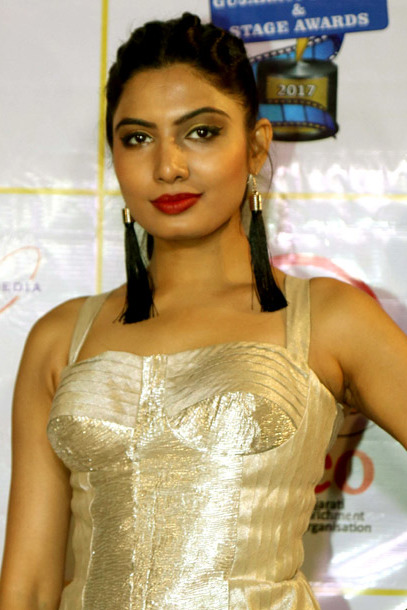
Avani Modi

Avani Modi (Hindi अवनी मोदी; * in Gandhinagar) ist eine indische Schauspielerin und Model.

## Leben und Karriere
Avani Modi wuchs in Gandhinagar auf. Sie machte ihren Abschluss an der HL College in Ahmedabad. Zunächst arbeitete sie als Moderatorin beim lokalen Fernsehsender ETV Gujarati. Danach begann sie als Model zu arbeiten und trat in Werbespots für Bharti Airtel und andere Marken auf. 
Ihr Debüt gab sie 2013 in dem Film Naan Rajavaga Pogiren. Anschließend war sie 2014 in Gulabee zu sehen. 2015 wurde sie für den Film Sarweshwar gecastet. Im selben Jahr bekam Modi in Calendar Girls eine Hauptrolle. Außerdem spielte sie 2016 in Carry On Kesar mit. 2022 setzte sie ihre Karriere in Modiji Ki Beti fort.

## Filmografie
- 2013: Naan Rajavaga Pogiren (Film)
- 2014: Gulabee (Film)
- 2015: Sarweshwar (Film)
- 2015: Strawberry (Film)
- 2015: Calendar Girls (Film)
- 2016: Carry On Kesar (Film)
- 2022: Modiji Ki Beti (Film)